# William Nilsson
William Mikael Nilsson, född 24 oktober 2004, är en svensk fotbollsspelare som spelar för Ljungskile SK.

## Karriär
William Nilssons moderklubb är Älvsborg FF, vilka han som 14-åring lämnade för spel med BK Häcken.
Den 27 januari 2022 debuterade en 17-åring Nilsson för BK Häcken i träningsmatchen mot Fredrikstad. Det följdes den 2 oktober 2022 av den allsvenska debuten, då Nilsson stod för ett kort inhopp i 1-1-matchen mot Varbergs BoIS.
I juli 2023 värvades Nilsson av Ettan Södra-klubben Tvååkers IF. I augusti 2024 värvades han av Superettan-klubben Utsiktens BK. I januari 2025 värvades Nilsson av Ljungskile SK, där han skrev på ett tvåårskontrakt.

## Statistik
| Klubb              | Säsong             | Liga               | Liga    | Liga | Nationell cup | Nationell cup | Totalt  | Totalt |
| Klubb              | Säsong             | Division           | Matcher | Mål  | Matcher       | Mål           | Matcher | Mål    |
| ------------------ | ------------------ | ------------------ | ------- | ---- | ------------- | ------------- | ------- | ------ |
| BK Häcken          | 2022               | Allsvenskan        | 1       | 0    | 0             | 0             | 1       | 0      |
| BK Häcken          | 2023               | Allsvenskan        | 0       | 0    | 2             | 0             | 2       | 0      |
| BK Häcken          | Totalt             | Totalt             | 1       | 0    | 2             | 0             | 3       | 0      |
| Tvååkers IF        | 2023               | Ettan Södra        | 15      | 3    | 1             | 0             | 16      | 3      |
| Tvååkers IF        | 2024               | Ettan Södra        | 16      | 2    | 1             | 0             | 17      | 2      |
| Tvååkers IF        | Totalt             | Totalt             | 31      | 5    | 2             | 0             | 33      | 5      |
| Utsiktens BK       | 2024               | Superettan         | 2       | 0    | 0             | 0             | 2       | 0      |
| Ljungskile SK      | 2025               | Ettan Södra        | 0       | 0    | 0             | 0             | 0       | 0      |
| Totalt i karriären | Totalt i karriären | Totalt i karriären | 34      | 5    | 4             | 0             | 38      | 5      |

## Personligt
William Nilsson är son till Mikael Nilsson och Louise Karlsson. Hans pappa Mikael är en tidigare fotbollsspelare som var en del av den svenska EM-truppen 1992 och VM-truppen 1994. Han innehar även rekordet för flest A-lagsmatcher i IFK Göteborg. Hans mamma Louise är en tidigare elitsimmerska som vann 20 EM- och VM-medaljer och slog flera världsrekord.

## Meriter
BK Häcken
- Svensk mästare: 2022